# 린트강
린트강(Linth, 발음[ˈlɪnt] ‘린트’)는 글라루스주의 산맥에 있는 린탈 마을 근처에서 상승하여 결국 취리히 호수의 오버제 구간으로 흘러드는 스위스 강이다. 길이는 약 50 km이다.
린트의 수력은 글라루스주의 섬유 산업을 창출하는 주요 요인이었으며, 오늘날에는 상류 지역에서 린트-리메른 발전소를 구동하는 데 사용된다.
강과 그 상류 계곡은 동쪽과 남쪽으로 글라루스 알프스와 서쪽으로 슈비츠 알프스 사이의 경계를 형성한다.

## 경로
강은 퇴디 산기슭(3,614 m)에서 린탈 마을의 남서쪽으로 상승한다. 그것은 클레리덴 빙하와 비페르텐 빙하를 포함한 여러 빙하와 오버슈타펠바흐, 비페르텐바흐, 잔트바흐, 발렌바흐 및 리머렌바흐를 포함한 다양한 지류에서 물을 수집한다.(바흐 bach는 시내, 개울, 도랑을 뜻함) 이들 중 마지막은 린트-리메른 수력 발전 계획의 일부인 리머렌제를 만들기 위해 댐이 건설되었다.
그런 다음 강은 북쪽으로 강에서 가장 중요한 정착지인 린탈 마을로 흐른다. 그리고 계속해서 글라루스 마을인 뤼티(Rüti), 베취반덴(Betschwanden), 디즈바흐(Diesbach), 헤칭엔(Hätzingen), 루히징엔(Luchsingen), 로이켈바흐(Leuggelbach), 하젤렌(Haslen), 니트루픈(Nidfurn) 및 슈반덴(Schwanden)을 통해 흐른다. 슈반덴에서 린트는 주요 지류 중 하나인 제른프(Sernf)와 합류하여 글라루스주의 남동쪽 부분으로 배수한다.
슈반덴에서 강은 미틀뢰디(Mitlödi)와 에넨다(Ennenda)의 마을과 글라루스의 마을을 거쳐 네트슈탈 마을에 도달하기 전에 북쪽으로 계속 흐른다. 네트슈탈에서 린트는 클뢴탈러제(Klöntalersee)를 배수하는 뢴취(Löntsch)와 연결된다. 그런 다음 린트는 네펠스(Näfels)와 몰리스(Mollis) 마을 사이를 흐른다. 그곳에서 이전에는 북쪽 방향으로 흐르다가 린트 평야의 발렌 호수 (발렌제)에서 나오는 지류 배출구와 합류한다. 그런 다음 평야 서쪽을 가로질러 취리히 호수의 오버제 구간의 머리쪽 입구로 향한다.

하천 통제 작업(아래 참조)의 결과로, 강은 오늘날 동쪽 방향의 인공수로를 따라 발렌 호수로 우회한다. 또 다른 인공수로인 린트 수로는 베젠에 있는 발렌 호수의 유출구를 따라 서쪽으로 흐르다가, 린트 평원을 거쳐 오버제로 흘러 들어간다.

## 하천 조절
1807년부터 1823년까지 린트강 길들이기(독일어: Linthkorrektur)는 19세기 초의 위대한 공학적 업적 중 하나였으며, 신생 국가 스위스에서 착수한 대규모의 초기 프로젝트이자, 초기 스위스 연대의 훌륭한 예이다.
18세기 후반, 글라루스 계곡 하류, 린트 평야와 발렌 호수 주변의 인구 상황은 매우 비참했다. 산업화 초기 동안 글라루스 계곡의 숲을 베어내면서 점점 더 많은 자갈이 쏟아져 나왔다. 발렌 호수와 취리히 호수 사이의 평야에서 발렌 호수의 물이 빠져나가는 린트강과 마그강(Maag)이 합류하여 연간 최고 수위의 물들이 점점 더 많이 흘러내리게 되었다. 이로 인해 잦은 범람과 물의 역류로 인해 발렌 호수의 수위가 몇 미터 상승하여, 시골 전체가 늪으로 변하곤 했다. 농사는 점점 더 짓기 어려워졌고, 빈곤은 증가했으며, 결핵과 말라리아와 같은 질병이 만연했다.
취리히의 정치가, 과학자, 화가이자 관리자인 콘라트 에셔(나중에 ‘폰 더 린트’로 명명됨)는 린트강을 발렌 호수로 보내는 계획을 개발하고, 실행했으며, 그곳에서 자갈이 손상없이 퇴적될 수 있었다. 두 번째 수로인 린트 해협은 발렌 호수와 취리히 호수를 연결하여 이전 마그강을 대체했다.
강을 조절함으로써 홍수를 끝냈고, 발렌 호수의 수위를 약 5.4 m 낮추어 사람들의 생활 환경을 크게 개선했으며, 습지를 건조시켜, 린트 평야에 20k㎡의 경작지를 만들었다.